# روبية نيبالية
روبية نيبالية (بالنيباليّة: रूपैयाँ) العملة الرسميّة لنيبال رمزها (Rs أو  रू) يصدرها مصرف راسترا نيبال الروبية الواحدة مقسمّة لمئة بيسة ، الروبية النيبالية مرتبطة بالروبية الهندية منذ 1993 وكل روبيّة هندية = 1.6 روبية نيبالية.

## الأوراق النقدية
أصدر الحكومة في 17 سبتمبر 1945 عملات ورقية بقيمة 5 و10 و100 روبية. أنتجت شركة شركة بيروم بيروري الإندونيسية في عام 2007 أوراق الروبية النقدية.
| سلسلة جبل إفرست 2012 | سلسلة جبل إفرست 2012 | سلسلة جبل إفرست 2012 | سلسلة جبل إفرست 2012                                                                                           | سلسلة جبل إفرست 2012 | سلسلة جبل إفرست 2012 |
| الصورة               | القيمة               | اللون                | الوصف | الوصف                | تاريخ الإصدار        |
| الصورة               | القيمة               | اللون                | الوجه | الظهر                | تاريخ الإصدار        |
| -------------------- | -------------------- | -------------------- | --- | -------------------- | -------------------- |
|                      | 5 روبية              | أرجواني ووردي        | جبل ايفرست، معبد تاليجو                                                                                        | ياك، جبل إفرست       | 2012                 |
|                      | 5 روبية              | أرجواني ووردي        | جبل ايفرست، معبد كاستامانداب                                                                                   | ياك                  | 2017                 |
|                      | 10 روبية             | بني وأخضر            | جبل إفرست، جارود نارايان من معبد تشانجو نارايان                                                                | ظباء                 | 2012                 |
|                      | 10 روبية             | بني وأخضر            | جبل إفرست، جارود نارايان من معبد تشانجو نارايان                                                                | ظباء                 | 2017                 |
|                      | 20 روبية             | برتقالي وبني         | جبل ايفرست، معبد الإله كريشنا باتان؛ جارودا فوق عمود                                                           | الصمبر               | 2012                 |
|                      | 20 روبية             | برتقالي وبني         | جبل ايفرست، معبد الإله كريشنا باتان؛ جارودا فوق عمود                                                           | الصمبر               | 2016                 |
|                      | 50 روبية             | أرجواني وأخضر وأزرق  | جبل ايفرست، معبد راما جاناكي في جاناكبور                                                                       | طهر الهيمالايا       | 2012                 |
|                      | 50 روبية             | أرجواني وأخضر وأزرق  | جبل ايفرست، معبد راما جاناكي في جاناكبور                                                                       | نمر ثلجي             | 2016                 |
|                      | 100 روبية            | أرجواني وأخضر        | جبل ايفرست؛ خريطة نيبال. عمود أشوكا، منحوتات الخشبية من معبد تاليجو في كاتماندو؛ كتابة لومبيني - مسقط رأس بوذا | وحيد القرن           | 2012                 |
|                      | 100 روبية            | أرجواني وأخضر        | جبل ايفرست؛ خريطة نيبال. عمود أشوكا، منحوتات الخشبية من معبد تاليجو في كاتماندو؛ كتابة لومبيني - مسقط رأس بوذا | وحيد القرن           | 2015                 |
|                      | 500 روبية            | بني وبنفسجي          | جبل إفرست، الإله إندرا، جبل أمادبلام ودير ثيانجبوتشي؛ منحوتات خشبية؛ سحاب                                      | نمرين                | 2012                 |
|                      | 500 روبية            | بني وبنفسجي          | جبل إفرست، الإله إندرا، جبل أمادبلام ودير ثيانجبوتشي؛ منحوتات خشبية؛ سحاب                                      | نمر                  | 2016                 |
|                      | 1,000 روبية          | أزرق ورمادي          | جبل إفرست وسوايامبوناث ومعبد حاراتي                                                                            | فيل                  | 2013                 |
|                      | 1,000 روبية          | أزرق ورمادي          | جبل إفرست وسوايامبوناث ومعبد حاراتي                                                                            | فيلان                | 2019                 |
|                      |                      |                      | |                      |                      |